# Jerker Fahlström
Ulf Jerker Fahlström, född 4 november 1956 i Härlanda församling (Göteborg), är en svensk skådespelare. Fahlström studerade vid Statens scenskola i Malmö 1982.
Fahlström är medlem i fria teatergruppen Teater Teatro och i Magikergränd.

## Filmografi
- 1992 – Yasemin på flykt (TV-serie)
- 1993 – En dag på stranden
- 1993 – Glädjekällan
- 1996 – Polisen och pyromanen (TV-serie)
- 1997 – Hammarkullen (TV-serie)
- 1999 – Noll tolerans
- 1999 – Sjätte dagen (TV-serie)
- 2000 – Den bästa sommaren
- 2001 – Anderssons älskarinna (TV-serie)
- 2003 – Den tredje vågen
- 2003 – Kopps
- 2003 – Skeppsholmen (TV-serie)
- 2004 – Danslärarens återkomst (TV-serie)
- 2004 – Graven (TV-serie)
- 2006 – Den som viskar (TV-serie)
- 2006 – En fråga om liv och död (TV-serie)
- 2006 – Keillers park
- 2006 – Kronprinsessan (TV-serie)
- 2008 – Nattrond
- 2009 – Johan Falk – Gruppen för särskilda insatser
- 2009 – Johan Falk – Vapenbröder
- 2010 – Farsan
- 2010 – Peters rum
- 2013 – Johan Falk: Kodnamn Lisa
- 2013 – Johan Falk: Spelets regler
- 2013 – Pioneer
- 2015 – En man som heter Ove
- 2016 – Mysteria (TV-serie)
- 2017 – Alex (TV-serie)
- 2018 – Vår tid är nu (TV-serie)
- 2020 – Bäckström (TV-serie)

## Teater

### Roller
| År   | Roll   | Produktion                                          | Regi         | Teater             |
| ---- | ------ | --------------------------------------------------- | ------------ | ------------------ |
| 1986 | Lennie | Möss och människor (Of Mice and Men) John Steinbeck | Jan Tiselius | Kronobergsteatern  |
| 1983 |        | Hästen och tranan Leif Sundberg och Sara Lidman     | Finn Poulsen | Norrbottensteatern |